# Opening
En el món de l'anime, l'opening és la cançó d'obertura que s'emet abans de començar un episodi de la sèrie. Aquest transcorre juntament amb seqüències d'imatges o vídeos que fan referència a la sèrie a la qual pertany.
Gairebé sempre són imatges heroiques, de combats, paisatges onírics on els personatges posen mostrant alhora la seva vulnerabilitat emocional, records dels personatges o inici de viatges, aventures, presentacions de personatges nous, etc.
Se sol abreujar amb les seva dues lletres inicials en majúscules; OP.
En convencions del manga i l'anime és freqüent que es realitzi un karaoke en el qual els otakus interpreten les cançons que més els agraden.
Alguns exemples d'openings són els següents:
- Asterisk, D-Tecnolife, Ichirin no Hana, Tonight Tonight Tonight, Rolling Star, Alones, After Dark, Chu-Bura, Velonica i Shōjo S de Bleach
- Dress (Bloody Trinity Mix) de Trinity Blood
- Tank! de Cowboy Bebop
- KYARADAMON!! de Koni Chan
- COSMIC LOVE de Rosario + Vampire
- DISCOTHEQUE de Rosario + Vampire Capu 2
- Tsubasa Wa Pleasure Line de Chrno Crusade
- Moonlight Densetsu i Sailor Star Song de Sailor Moon
- Great Mazinger de Mazinger Z
- Pegasus Fantasy, Soldier Dream, Chikyuugi, Megami no Senshi ~Pegasus Forever~ de Saint Seiya
- Dan Dan Kokoro Hikareteku de Bola de Drac GT
- Cha La Head Cha La de Dragon Ball Z
- Sakura Saku de Love Hina
- Catch you catch me i Platina de Card Captor Sakura
- Sobakasu, 1/2, Kimi ni fureru Dake de de Rurouni Kenshin
- Rocks, Haruka Kanata, Kanashimi wo Yasashisa ni, Go!!, Seishun Kyosokyoku No Boy, No Cry remember i yura yura de Naruto
- Hero's Come Back!!, Distance, Blue Bird, Closer i Hotaru no Hikari de Naruto Shippudden
- Yakusoku wa Iranai de La visión de Escaflowne
- Egao ni Aitai de Marmalade Boy
- Jajauma ni Sasenaide de Ranma 1/2
- Zankoku na tenshi no teeze (La tesi de l'àngel cruel) de Neon Genesis Evangelion
- Kōga Ninpō Chō de Basilisk: Kōga Ninpō Chō
- Bouken Desho, Desho? de Suzumiya Haruhi no Yuutsu
- Let Me Be With You de Chobits
- Motteke! Sailor Fuku de Lucky ☆ Star
- We Are, Brand New World, Crazy Rainbow de One Piece
- Waratte Kyandi de Candy Candy
- Northern Lights de Shaman King
- Butter-fly de Digimon
- Together de Pokémon
- Mellisa,Ready Steady Go, Undo i Rewrite de Full Metal Alchemist